# 梅岑豪森
梅岑豪森是德国莱茵兰-普法尔茨州的一个市镇。总面积3.10平方公里，总人口125人，其中男性63人，女性62人（2011年12月31日），人口密度40人/平方公里。